# カルー・ウチェ
カルー・ウチェ（Kalu Uche, 1982年11月15日 - ）は、ナイジェリア・アバ出身の元サッカー選手。元ナイジェリア代表である。現役時代のポジションはFW。
弟のイケチュク・ウチェもサッカー選手であり、長くスペインでプレーしている。ウチェ・オケチュクと血縁関係はない。

## 経歴

### クラブ
ナイジェリアではエニンバFCとイウアンヤヌー・ナショナーレでプレーした。2000年にスペインのRCDエスパニョールに移籍したが、トップチームでの出場機会はなく、RCDエスパニョールBでプレーした。2001年から2005年までポーランドのヴィスワ・クラクフに在籍し、2002年と2003年にポーランド・カップ、2003年にポーランドリーグを制した。2004-05シーズンはフランス・リーグ・アンのFCジロンダン・ボルドーにレンタル移籍している。
2005年夏、スペイン2部のUDアルメリアに移籍した。2005-06シーズンは8得点を挙げたが、そのうちの3得点が試合終了残り5分の時間帯に挙げたものであり、チームのプリメーラ・ディビシオン昇格に貢献した。2007年8月26日のデポルティーボ・ラ・コルーニャ戦でプリメーラ・ディビシオン（1部）デビューした。2009年1月11日のエスパニョール戦 (2-2) では正FWのアルバロ・ネグレドが欠場し、代わりに出場したウチェが2得点した。12月5日のレアル・マドリード戦 (2-4) ではチームの2点目を決めて2-1とリードしたが、結局は2-4で敗れている。2010年夏にネグレドがセビージャFCに移籍したため、2009-10シーズンはレギュラーとなり自己ベストのリーグ戦9得点を挙げた。2010年5月4日のビジャレアルCF戦 (4-2) では2得点を挙げている。2010-11シーズン序盤は怪我のために欠場したが、9月26日のデポルティーボ戦で復帰し、シーズン初得点を含む2得点を挙げてチームのシーズン初勝利に貢献した。
アルメリアの2部降格に伴い2011年にスイスのヌーシャテル・ザマックスに移籍したが、ザマックスがライセンス剥奪とリーグ追放による破産申請を行ったため、2012年1月30日にエスパニョールに移籍。半年でスペインに戻った。
2016年1月7日、UDアルメリアに復帰。

### 代表
2000年、U-23ナイジェリア代表としてシドニーオリンピックに出場した。2003年6月21日、アフリカネイションズカップ2004予選のアンゴラ戦でナイジェリアA代表デビューし、この試合で代表初ゴールも記録した。2010年1月に出場したアフリカネイションズカップ2010では無得点だったが、チームは3位となった。2010年夏には2010 FIFAワールドカップに出場し、グループリーグ2戦目のギリシャ戦では直接フリーキックを決めた。3戦目の韓国戦でも先制点を挙げたが、チームはグループリーグで敗退した。

## 代表歴

### 出場大会
- ナイジェリア代表
  - 2010 FIFAワールドカップ

### 試合数
- 国際Aマッチ 37試合 5得点（2003年-2012年）[6]

| ナイジェリア代表 | 国際Aマッチ | 国際Aマッチ |
| 年               | 出場        | 得点        |
| ---------------- | ----------- | ----------- |
| 2003             | 1           | 1           |
| 2004             | 1           | 0           |
| 2005             | 0           | 0           |
| 2006             | 0           | 0           |
| 2007             | 0           | 0           |
| 2008             | 8           | 1           |
| 2009             | 6           | 0           |
| 2010             | 12          | 2           |
| 2011             | 5           | 1           |
| 2012             | 4           | 0           |
| 通算             | 37          | 5           |

### 得点
| #  | 日時           | 場所                 | 相手         | スコア | 結果 | 大会                               |
| -- | -------------- | -------------------- | ------------ | ------ | ---- | ---------------------------------- |
| 1. | 2003年6月21日  | ベニンシティ         | アンゴラ     | 1–2    | 2-2  | アフリカネイションズカップ2004予選 |
| 2. | 2008年5月27日  | グラーツ             | オーストリア | 1-1    | 1-1  | 親善試合                           |
| 3. | 2010年6月17日  | ブルームフォンテーン | ギリシャ     | 0-1    | 2-1  | 2010 FIFAワールドカップ            |
| 4. | 2010年6月22日  | ダーバン             | 韓国         | 1-0    | 2-2  | 2010 FIFAワールドカップ            |
| 5. | 2011年11月15日 | カドゥナ             | ザンビア     | 1-0    | 2-0  | 親善試合                           |
| 6. | 2012年4月12日  | ドバイ               | エジプト     | 1-2    | 2-3  | 親善試合                           |